# Ivar Nørgaard
Ivar Nørgaard (* 26. Juli 1922 in Lyngby; † 3. November 2011) war ein dänischer sozialdemokratischer Politiker.

## Leben
Ivar Nørgaard war von 1966 bis 1994 Abgeordneter des Folketing und vertrat dort die Interessen der Socialdemokraterne. Dort war er 1990 bis 1994 Vorsitzender des Europaausschusses.
Von 1965 bis 1968 war er Wirtschaftsminister und zugleich Minister für Angelegenheiten des Europäischen Marktes (1967 bis 1968) im Kabinett von Jens Otto Krag. In dessen zweiter Regierung war er 1971 bis 1972 Minister für Außenwirtschaft, Angelegenheiten des Europäischen Marktes und Nordische Angelegenheiten.
In den Kabinetten von Krags Nachfolger Anker Jørgensen war er von 1972 bis 1977 wiederum Minister für Außenwirtschaft, Angelegenheiten des Europäischen Marktes und Nordische Angelegenheiten. In dieser Funktion war er im zweiten Halbjahr 1973 auch Präsident des Rats der Europäischen Union.
Anschließend war er Umweltminister (1978 bis 1980) sowie zeitweise zugleich Wirtschaftsminister (1979 bis 1982). Von 1985 bis 1991 war Nørgaard Mitglied der Parlamentarischen Versammlung des Europarates.